# Orao krstaš
Orao krstaš, ili carski ili kraljevski orao (lat. Aquila heliaca), je impozantna grabljivica koja je nekada naseljavala široke predele Evroazije, a danas je, pre svega zbog gubitka staništa, među ugroženim vrstama. Veoma sličan surom, krstaš je nešto manji, dužine do 83 cm i raspona krila do 205 cm. Španski orao krstaš (lat. Aquila adalberti) koji naseljava Iberijsko poluostrvo nekada je smatran za podvrstu krstaša, dok se danas zbog značajnih morfoloških razlika smatra za zasebnu vrstu.
Rasprostranjen je od jugoistočne i srednjoj Evrope, do zapadne i srednje Azije . Orao krstaš naseljava uglavnom predele do 1000 metara nadmorske visine, ne preterano pošumljene. Ptica za gnezdo bira visoko usamljeno drvo sa kojeg ima pregled širokog terena. Nažalost ovo je jedna od činjenica koja ju je učinila veoma podložnom ljudskom ometanju staništa, pljačkanju ili uništavanju gnezda.

## Stanište
Ova ptica naseljava stepska, šumostepska i polupustinjska staništa. Nekada brojan u svom arealu, zbog intenzivirane poljoprivrede, seče šuma i zamiranja pašarenja, orao krstaš je ostao bez mesta za gnežđenje i bez staništa svog plena. Pored navedenog, neretki su slučajevi trovanja i ubijanja od strane lovaca.
Do nedavno je bio na granici opstanka u Evropi, ali je zahvaljujući intenzivnoj zaštiti u Slovačkoj i Mađarskoj, njegova brojnost ponovo počela da raste. Smatra se da u panonskom basenu ima oko 230 parova od kojih u Srbiji svega četiri. Kod nas je nažalost ova vrsta pred izumiranjem i pouzdano se zna za samo jedan živi par na Pašnjacima velike droplje. Pored panonske populacije postoji i populacija u Bugarskoj i Makedoniji gde se gnezdi između 80 i 100 parova.

## Razmnožavanje
Orao krstaš gradi velika gnezda od granja na vrhovima drveća, a retko se događa da gnezdo napravi i na električnim stubovima. Tokom marta i aprila ženka snese dva do tri jajeta iz kojih se nakon četrdesetak dana izlegu ptići. Mlade ptice napuštaju gnezdo posle 60-77 dana. Po paru prosečno preživljava 1,5 mladunaca, ali ovaj prosek veoma varira u zavisnosti od dostupnosti hrane.
Mladi ostaju sa roditeljima tokom celog leta, a zatim ih roditelji teraju sa svoje teritorije. Polnu zrelost ptica dostiže sa 5-6 godina starosti.

## Ishrana
Krstaš se uglavnom hrani sitnim sisarima poput tekunice, ređe malim pticama, i gmizavcima. Zimi se često hrani i lešinom.

## U kulturi
Orao krstaš je bio simbol mnogih monarhija poput Rimskog i Austrougarskog carstva.
Poreklo naziva orao krstaš je vezano za mesto gde su ove ptice nekada svijale gnezda. Naime, ovi orlovi su se često gnezdili na stoletnim hrastovima koji su na sebi imali krst i koji su od strane našeg naroda smatrani za svetinju.

## Spoljašnje veze
- Spasimo orla krstaša
- Nacionalna kampanja za očuvanje vrste
- Društvo za zaštitu i proučavanje ptica Srbije Архивирано на веб-сајту  (3. август 2019)